# Bessastaðir
Bessastaðir (pronúncia em islandês: [ˈpɛsaˌstaːðɪr̥]) é a residência oficial do Presidente da Islândia e está localizado no Álftanes, não muito longe da capital, Reykjavík.
O Bessastaðir foi estabelecido pela primeira vez em 1000.  Tornou-se uma das fazendas de Snorri Sturluson no século XIII. Após o assassinato de Snorri em setembro de 1241, o Bessastaðir foi reivindicado pelo rei da Noruega.  Posteriormente, tornou-se uma fortaleza real e as habitações dos oficiais e oficiais mais altos do rei na Islândia. Resistiu a um ataque de invasores de escravos turcos em julho de 1627. No final do século XVIII, o Bessastaðir foi transformada em escola por alguns anos, antes de se tornar uma fazenda. Em 1867, a fazenda foi comprada pelo poeta e estadista Grímur Thomsen, que viveu lá por quase duas décadas. Entre os proprietários posteriores estavam o editor e parlamentar Skúli Thoroddsen, e sua esposa, Theodóra Thoroddsen, que era bem conhecida por seus trabalhos literários. Em 1940, Sigurður Jónasson comprou o Bessastaðir e doou-a ao estado em 1941, como residência do regente e, posteriormente, do presidente da Islândia.

## Galeria

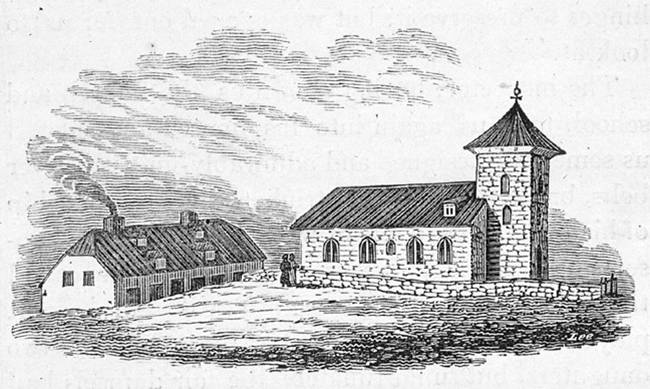
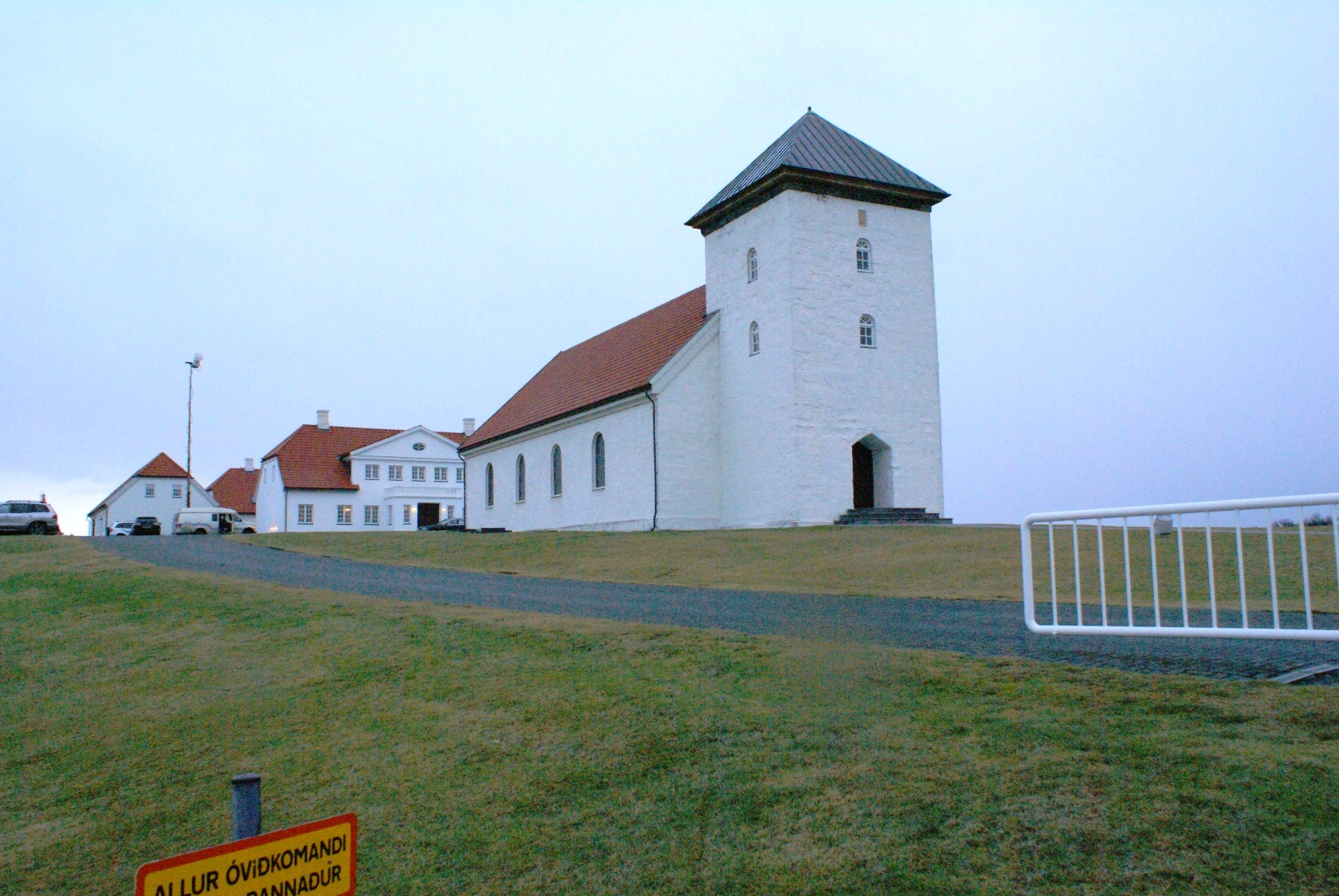